# Oratorio di San Guido
L'oratorio di San Guido è un edificio sacro che si trova nella località omonima a Castagneto Carducci. È la chiesa resa celebre dalla poesia in quartine Davanti San Guido di Giosuè Carducci.

## Storia e descrizione
L'oratorio fu realizzato nel 1703 su commissione della famiglia Della Gherardesca per ricordare l'antenato Guido, eremita vissuto tra l'XI e il XII secolo. Nella facciata, la porta con frontone curvilineo è sormontata da una lapide commemorativa in marmo bianco. L'interno è dominato dall'altare in pietra, marmo bianco e stucchi attribuito a Romolo Della Bella (XVIII secolo).
Nella seconda metà del XIX secolo, a breve distanza dal tempietto, fu realizzata la Ferrovia Maremmana, mentre negli ultimi decenni del Novecento l'oratorio è stato lambito dal nastro d'asfalto della Variante Aurelia.
L'obelisco che si innalza nei pressi dell'oratorio risale al 1908 e fu costruito per commemorare Giosuè Carducci ad un anno dalla morte. La mattina del 12 ottobre del 2019 l'obelisco è andato distrutto a causa dell'urto di un'autovettura, che si è schiantata contro la base, facendolo crollare a terra.

## Altre immagini

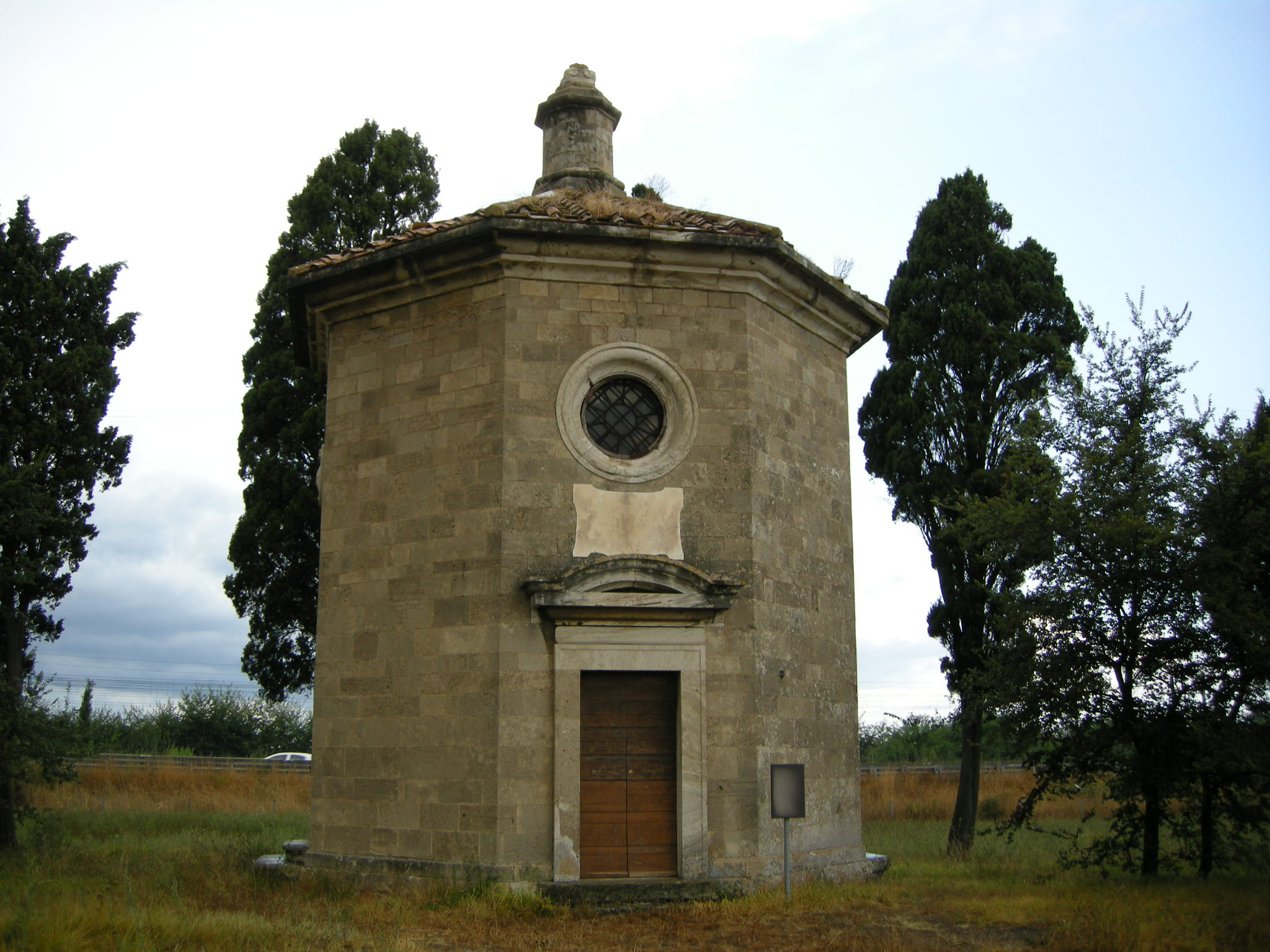
Veduta
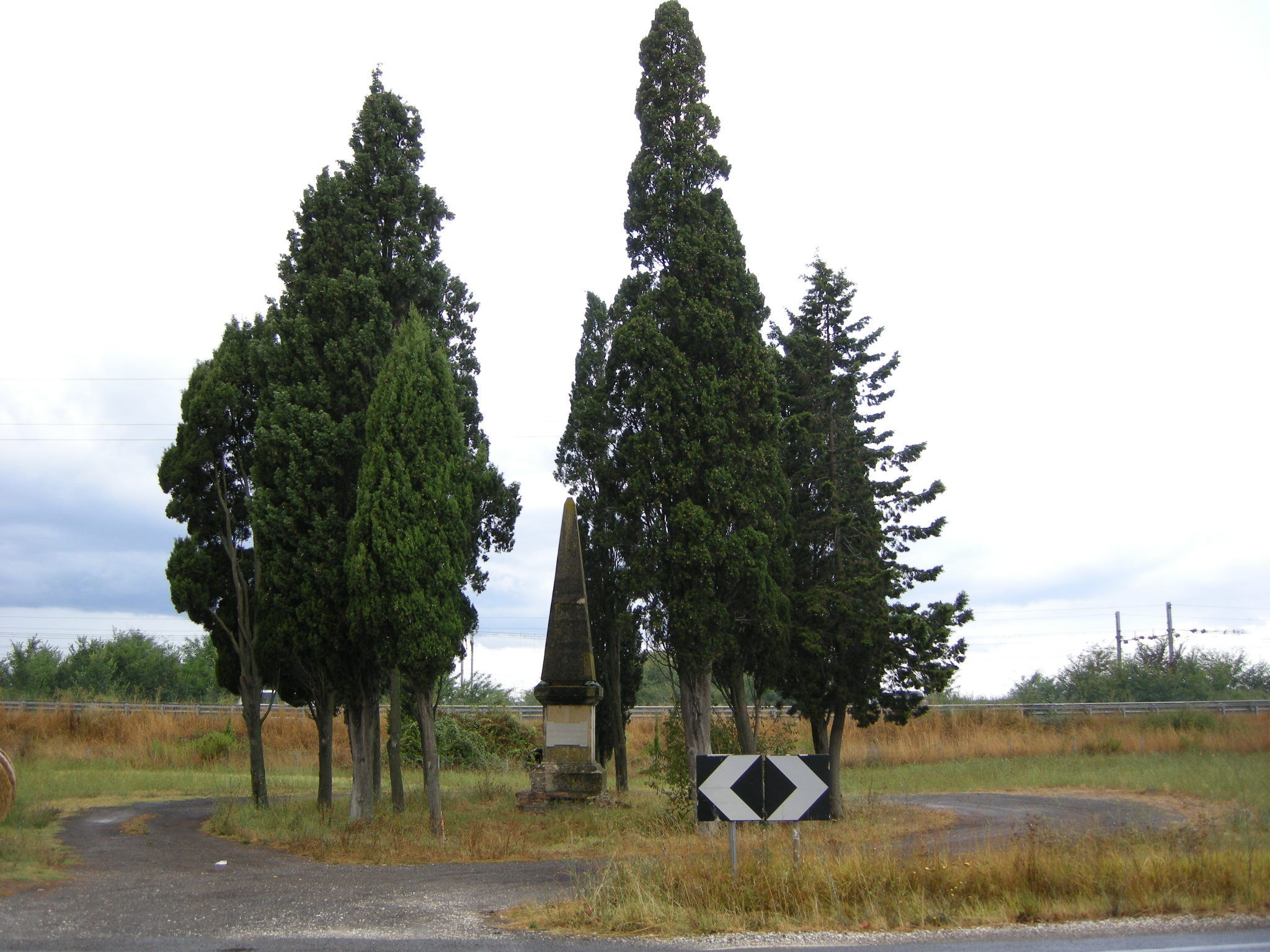
L'obelisco di Carducci
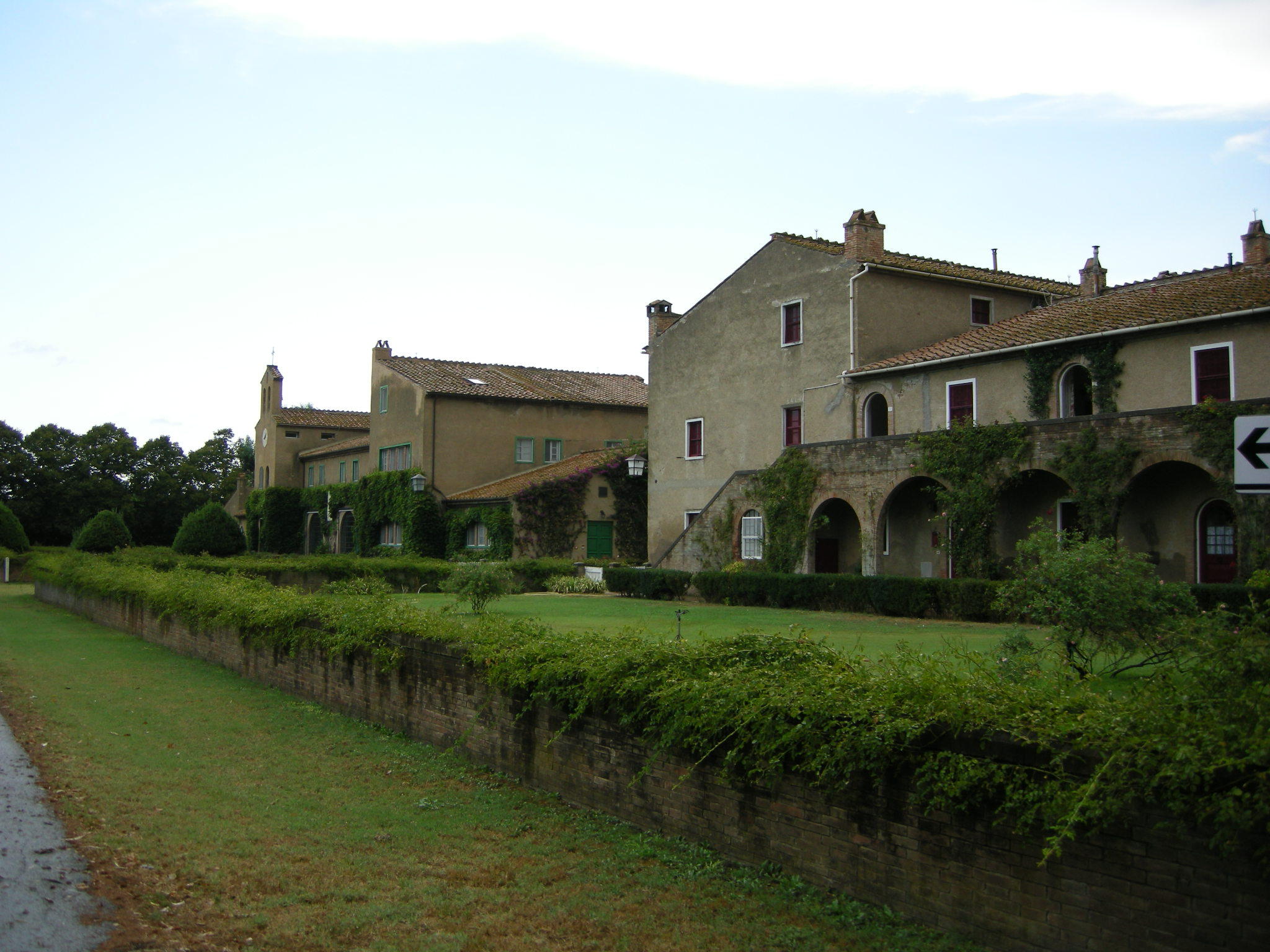
Il centro diocesano di spiritualità di San Guido
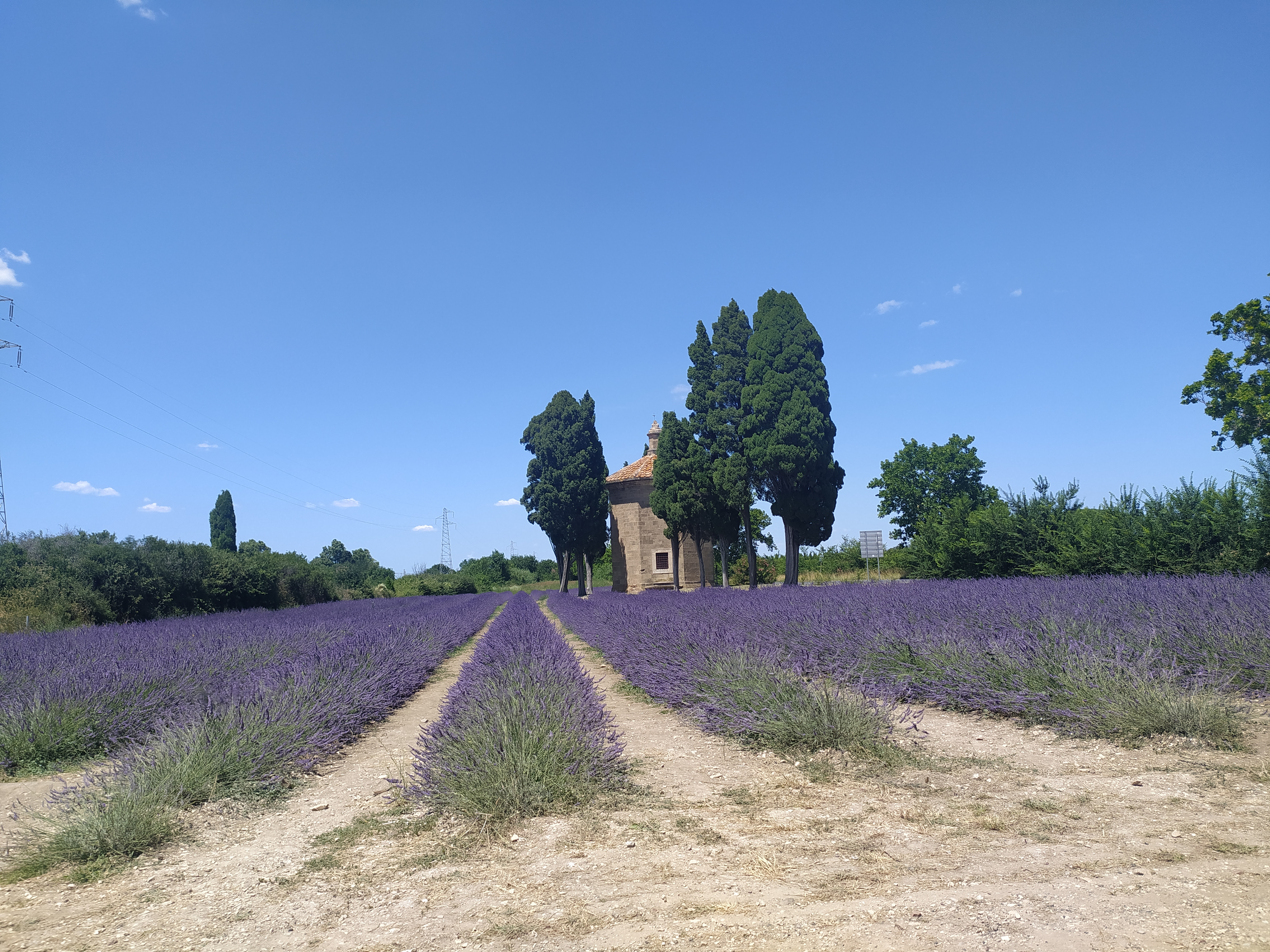
Oratorio San Guido e fioritura lavanda